# La Comota
La Comota és una obra de Santa Pau (Garrotxa) inclosa a l'Inventari del Patrimoni Arquitectònic de Catalunya.

## Descripció
És una de les darreres cases de la Vall de Santa Maria dels Arcs, situada en els primers espadats de la serra de Finestres. Ubicada en un alt marge, disposa de planta baixa pel bestiar i dos pisos superiors. El teulat és a dues aigües, amb els vessants encarats cap a les façanes principals. Va ser bastida amb carreus ben tallats als angles de la casa i en les obertures.
La planta baixa esta reforçada per dos grans contraforts, entre els quals s'hi va fer una gran arcada que donava accés a les corts i que avui és tapiada.

## Història
És una casa molt antiga, als murs és apreciable l'existència d'un ensorrament molt primitiu. Podria ser a conseqüència dels terratrèmols del segle xv, ja que l'estructura de les obertures són dels segles xiv i xv.
Conserva un gran forn de pa que es marca a l'exterior amb planta absidal, una gran era amb els cairons vermells primitius (15 x 15 cm) i una majestuosa pallissa.